# Fußball-Ozeanienmeisterschaft 1998
Die Fußball-Ozeanienmeisterschaft 1998 (engl.: OFC Nations Cup) war die vierte Ausspielung einer ozeanischen Kontinentalmeisterschaft im Fußball und fand vom 25. September bis 4. Oktober 1998 in Australien statt. Alle Spiele wurden im Suncorp Stadium in Brisbane ausgetragen. Am Turnier nahmen mit Australien, den Cookinseln, Neuseeland, Tahiti, den Salomonen und Vanuatu nur sechs Mannschaften teil. Allerdings gab es zwei Qualifikationsturniere, den Melanesien-Cup 1998 und den Polynesien-Cup 1998. Australien und Neuseeland waren für den Hauptwettbewerb gesetzt. Gespielt wurde in zwei Gruppen a drei Teams. Die beiden Gruppenbesten qualifizierten sich für das Halbfinale.
Neuseeland war als Turniersieger und Ozeanienmeister für den FIFA-Konföderationen-Pokal 1999 in Mexiko qualifiziert.

## Qualifikation
Fidschi und Vanuatu als Vertreter Melanesiens qualifizierten sich über den Melanesien-Cup im September 1998 auf Vanuatu sowie Tahiti und die Cookinseln als Vertreter Polynesiens über den Polynesien-Cup im November 1998 auf den Cookinseln.

## Hauptwettbewerb

### Gruppenphase

#### Gruppe A
| Pl. | Land       | Sp. | S | U | N | Tore    | Diff. | Punkte |
| --- | ---------- | --- | - | - | - | ------- | ----- | ------ |
| 1.  | Neuseeland | 2   | 2 | 0 | 0 | 009:100 | +8    | 06     |
| 2.  | Tahiti     | 2   | 1 | 0 | 1 | 005:200 | +3    | 03     |
| 3.  | Vanuatu    | 2   | 0 | 0 | 2 | 002:130 | −11   | 0      |

|               |   |         |           |
| 25. September |   |         |           |
| Neuseeland    | – | Tahiti  | 1:0 (1:0) |
| 28. September |   |         |           |
| Neuseeland    | – | Vanuatu | 8:1 (6:1) |
| 30. September |   |         |           |
| Tahiti        | – | Vanuatu | 5:1 (2:0) |

#### Gruppe B
| Pl. | Land       | Sp. | S | U | N | Tore    | Diff. | Punkte |
| --- | ---------- | --- | - | - | - | ------- | ----- | ------ |
| 1.  | Australien | 2   | 2 | 0 | 0 | 019:100 | +18   | 06     |
| 2.  | Fidschi    | 2   | 1 | 0 | 1 | 004:300 | +1    | 03     |
| 3.  | Cookinseln | 2   | 0 | 0 | 2 | 000:190 | −19   | 0      |

|               |   |            |            |
| 25. September |   |            |            |
| Australien    | – | Fidschi    | 3:1 (3:0)  |
| 28. September |   |            |            |
| Australien    | – | Cookinseln | 16:0 (8:0) |
| 30. September |   |            |            |
| Fidschi       | – | Cookinseln | 3:0 (1:0)  |

### Halbfinale
|            |   |         |           |
| 2. Oktober |   |         |           |
| Neuseeland | – | Fidschi | 1:0 (0:0) |
| 2. Oktober |   |         |           |
| Australien | – | Tahiti  | 4:1 (2:0) |

### Spiel um Platz 3
|            |   |        |           |
| 4. Oktober |   |        |           |
| Fidschi    | – | Tahiti | 4:2 (4:0) |

### Finale
| Neuseeland                                             | Neuseeland | Australien | Australien |
| ------------------------------------------------------ | --- | --- | ---------- |
| Neuseeland                                             | \| Sonntag, 4. Oktober 1998 in Brisbane (Suncorp Stadium) \| \| Ergebnis: 1:0 (1:0) \| \| Zuschauer: 2.000 \| \| Schiedsrichter: Massimo Raveino ( Tahiti) \|                                                            | \| Sonntag, 4. Oktober 1998 in Brisbane (Suncorp Stadium) \| \| Ergebnis: 1:0 (1:0) \| \| Zuschauer: 2.000 \| \| Schiedsrichter: Massimo Raveino ( Tahiti) \|                                                                                               | Australien |
| Neuseeland                                             | Jason Batty – Chris Zoricich, Danny Hay, Sean Douglas (85. Ivan Vicelich), Gavin Wilkinson, Harry Ngata (74. Che Bunce), Aaran Lines, Chris Jackson, Mark Burton, Mark Atkinson, Vaughan Coveny Cheftrainer: Ken Dugdale | Jason Petkovic – Alex Tobin (60. Dominic Longo), Alvin Ceccoli, Mark Babic, Kasey Wehrman, Brad Maloney, Goran Lozanovski (46. Scott Chipperfield), Troy Halpin (62. Kris Trajanovski), Simon Colosimo, Paul Trimboli, Damian Mori Cheftrainer: Raul Blanco | Australien |
| Neuseeland                                             | 1:0 Mark Burton (24.) | | Australien |
| Sonntag, 4. Oktober 1998 in Brisbane (Suncorp Stadium) | | |            |
| Ergebnis: 1:0 (1:0)                                    | | |            |
| Zuschauer: 2.000                                       | | |            |
| Schiedsrichter: Massimo Raveino ( Tahiti)              | | |            |

## Beste Torschützen
| Rang | Spieler          | Tore |
| ---- | ---------------- | ---- |
| 1    | Damian Mori      | 10   |
| 2    | Kris Trajanovski | 4    |
|      | Vaughan Coveny   | 4    |
| 4    | Paul Trimboli    | 3    |
|      | Esala Masinisu   | 3    |
|      | Gerald Quennet   | 3    |
| 7    | Bradley Maloney  | 2    |
|      | Rupert Ryan      | 2    |
|      | Loup Rousseau    | 2    |

Weitere 17 Spieler mit je einem Tor und 2 Eigentore.